# 何仲贵
何仲贵，宁夏人，沈阳药科大学教授，长期从事生物药剂学与药物新剂型的研究工作。何仲贵曾入选中国教育部长江学者特聘教授。

## 生平
何仲贵于1985年获得沈阳药学院药学理学学士学位；1988年获得药剂学硕士学位，并留校任教。曾于2000年至2001年在东京大学进行学术交流。

## 社会兼职
中国药剂学杂志网络版编委。

## 著作
- 主译《药物生物利用度》
- 副主编《口服药物吸收与转运》
- 参编《现代药物设计学》
- 参译《药用辅料手册》 [2]